# Vaarala (Vantaa)
Vaarala (en suédois : Gjutan, est un quartier du district de Hakunila à Vantaa en Finlande,.

## Présentation
Vaarala est situé à la frontière d'Helsinki dans le triangle formé les routes Kehä III, Porvoonväylä et Lahdenväylä,.
Les quartiers voisins de Vantaa sont Kuninkaala, Hakunila, Ojanko, Rajakylä et Länsimäki.
Jakomäki est le quartier voisin du côté d'Helsinki,.
Le futur tramway de Vantaa devrait traverser Vaarala.
En 2019, Vaarala fournissait un emploi et des moyens de subsistance à plus de 2 000 personnes.
Dans l'Est de Vaarala, il y a une zone d'activité où se trouve, entre autres, la fromagerie de Valio.
Vaarala comprend également la zone dite de Fazerila, où se trouvent les installations de production, l'usine de confiserie et la boulangerie bien connues de Fazer.
Le château d'eau de Fazer est un point de repère important dans la zone.
Le Fazer Experience Visitor Center, fondé en 2016, est l'une des attractions de Vantaa et l'une des destinations de voyage les plus populaires de la région de la capitale,.

## Galerie

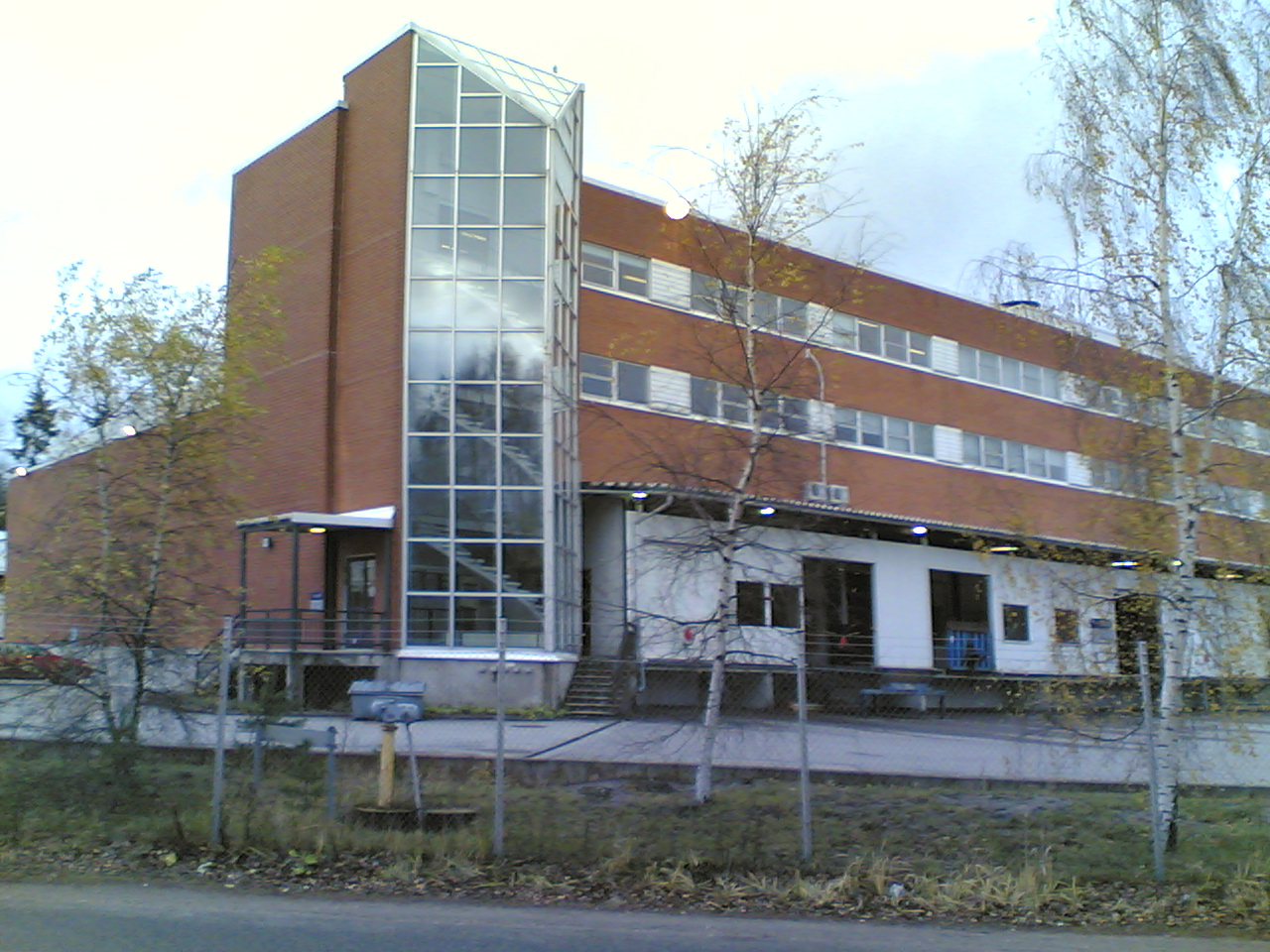
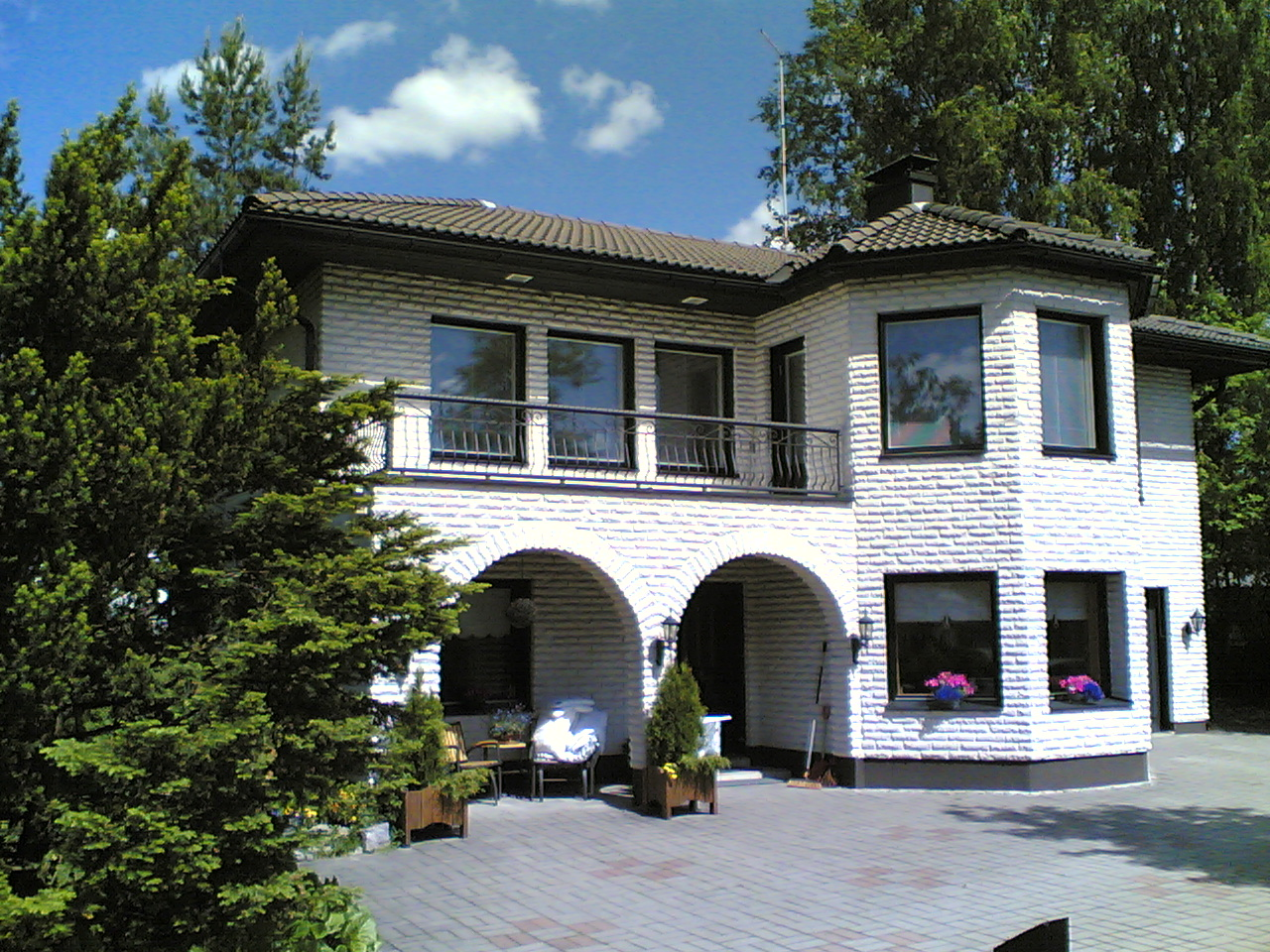
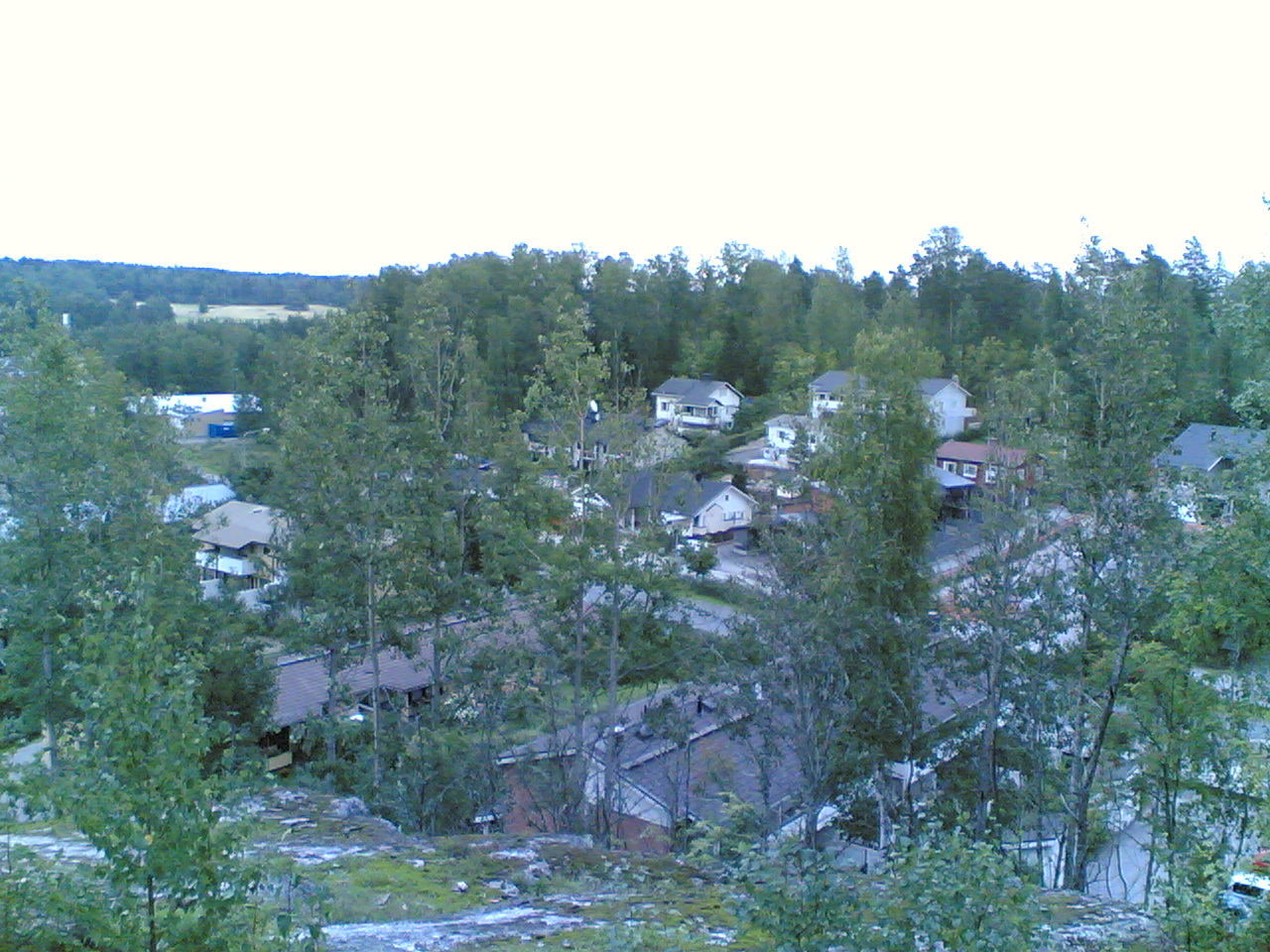
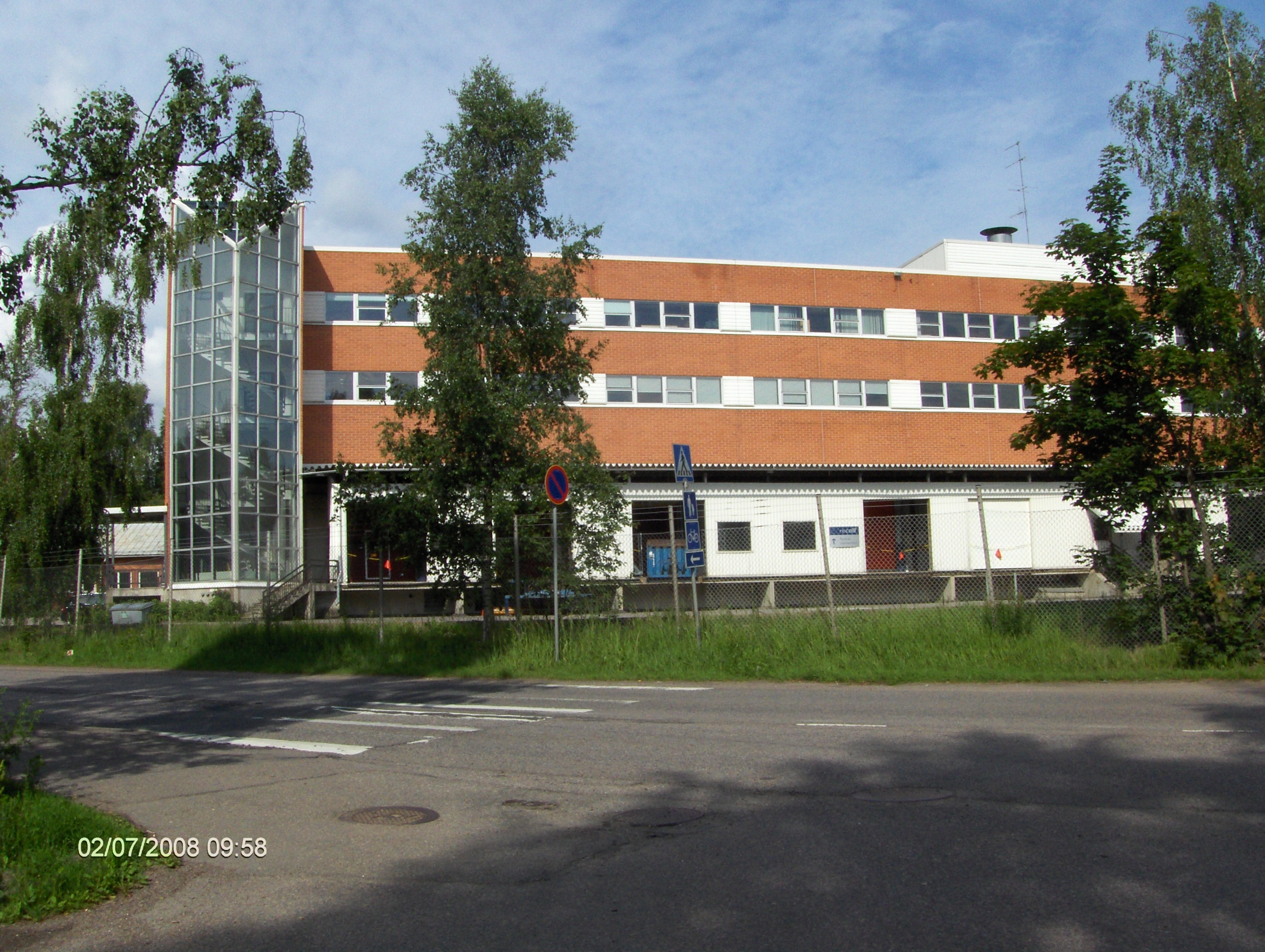